# 霍比特人角色列表
本条目列出托爾金的《哈比人》小说中所有有名字的角色，作为一个群体出场的生物不收录。角色以种族分类，描述仅限于《哈比人》这本小说中的信息，其他来源的信息只有在对理解角色很重要的情况下才会被加入。

## 哈比人
- 袋底洞的比爾博·巴金斯：主人公及书名中的哈比人。
- 邦哥·巴金斯：比尔博的父亲。
- 贝拉多娜·巴金斯（图克）：比尔博的母亲。
- 杰龙提斯·“老”·图克：比尔博的外祖父。

## 巫师
- 甘道夫：灰袍巫師，《哈比人》征途的幕后策划者。
- 瑞達加斯特：褐袍巫師，以甘道夫的“表弟”身份被提及。

## 矮人
- 丹恩：索林的隔二代堂兄弟，带领几百名鐵丘陵矮人来救援索林一行人，参加了五军之战。

### 索林的探险队

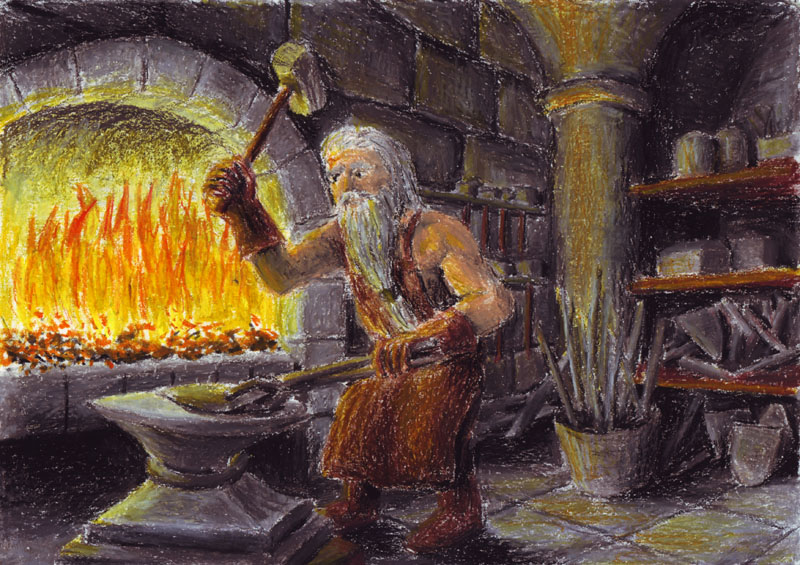
正在打鐵的索林·橡木盾。

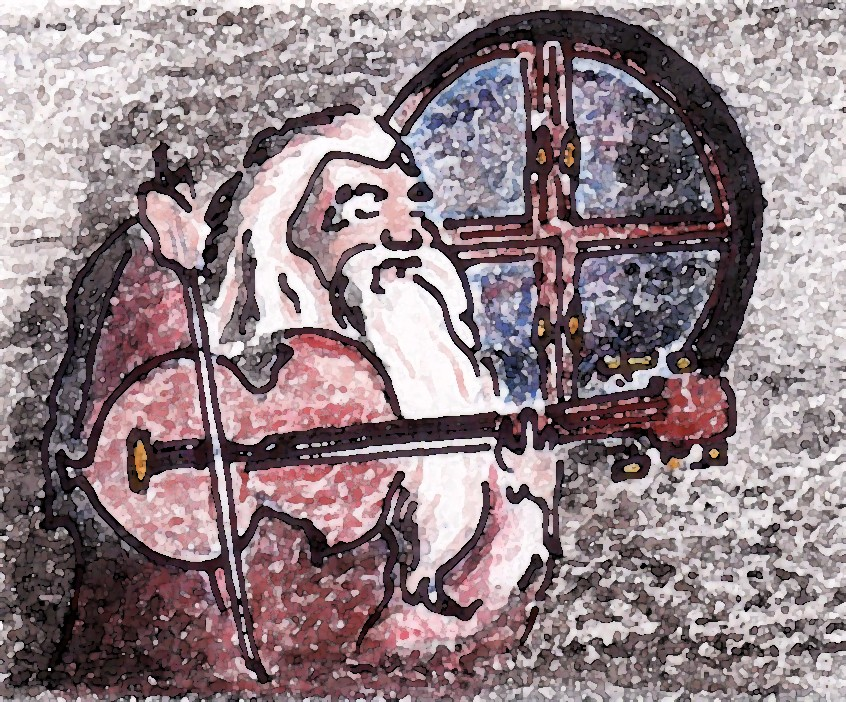
巴林在袋底洞拉琴。

索林的探险队由13名矮人组成，他们的旅途是《哈比人》的主要剧情推动力。比爾博·巴金斯（哈比人）加入了他们，巫师甘道夫有时和他们同行。
- 索林·橡木盾：探险队的领袖，有最长的胡子。他戴着金腰带和天蓝色的兜帽，兜帽带着一根巨大的银色穗子。他也会弹奏竖琴。
- 索林的外甥（他妹妹迪斯的儿子，从《魔戒》中可知）：
  - 菲力：與奇力為隊伍中年紀最輕的矮人。
  - 奇力：
- 索林的隔三代堂兄弟——两对兄弟：
  - 巴林：老矮人，在隊伍中年齡僅次於索林。
  - 德瓦林：
  - 欧音：負責生火。
  - 葛羅音：《魔戒》中金靂的父親。
- 索林的远房亲戚——三兄弟：
  - 歐力：
  - 朵力：
  - 諾力：
- 三位互相有血缘关系的矮人，“祖先也为摩瑞亚的矮人但不是都靈后裔”。
  - 畢佛：
  - 波佛：
  - 龐伯：胖矮人，常給隊伍製造麻煩。

### 矮人的名字来源
《哈比人》中矮人的名字来源于《詩體埃達》和《散文埃達》中的矮人名字。源自古諾爾斯語的名字在下表列出：
| 人物名字                     | 古諾爾斯語名字 | 涵义                  |  | 人物名字              | 古諾爾斯語名字 | 涵义            |
| ---------------------------- | -------------- | --------------------- |  | --------------------- | -------------- | --------------- |
| Balin（巴林）                | Bláinn         | ?                     |  | Gloin（葛羅音）       | Glói           | gleamer         |
| Bifur（畢佛）                | Bivör          | trembler              |  | Kili（奇力）          | Kíli           | creeky          |
| Bofur（波佛）                | Bávörr         | trumbler [sic]        |  | Nori（諾力）          | Nóri           | ?               |
| Bombur（龐伯）               | Bömburr        | tubby                 |  | Oakenshield（橡木盾） | Eikinskialdi   | with-oak-shield |
| Dain（丹恩）                 | Dain           | ?                     |  | Oin（歐音）           | Oin / Ái       | old father      |
| Dori（朵力）                 | Dóri           | ?                     |  | Ori（歐力）           | Óri            | rager           |
| Durin（都靈）                | Durinn         | door-warden / sleeper |  | Thorin（索林）        | Þorin          | darer           |
| Dwalin（德瓦林）             | Dvalinn        | dawdler               |  | Thrain II（索恩二世） | Þráinn         | yearner         |
| Fili（菲力）                 | Fíli           | trunky                |  | Thror（索爾）         | Þrór           | thrive          |
| Gandalf（甘道夫） - 並非矮人 | Gandálfr       | sprite-elf            |  |                       |                |                 |

## 精灵
- 愛隆：瑞文戴爾之主
- 精灵国王：幽暗密林的西尔凡精灵国王，生擒了索林的探险队。（他在《魔戒》中名为瑟兰督伊。）
- 加立安：精靈國王底下的總管，由於他對葡萄酒的喜愛導致了比爾博與矮人得以逃脫。

## 人类

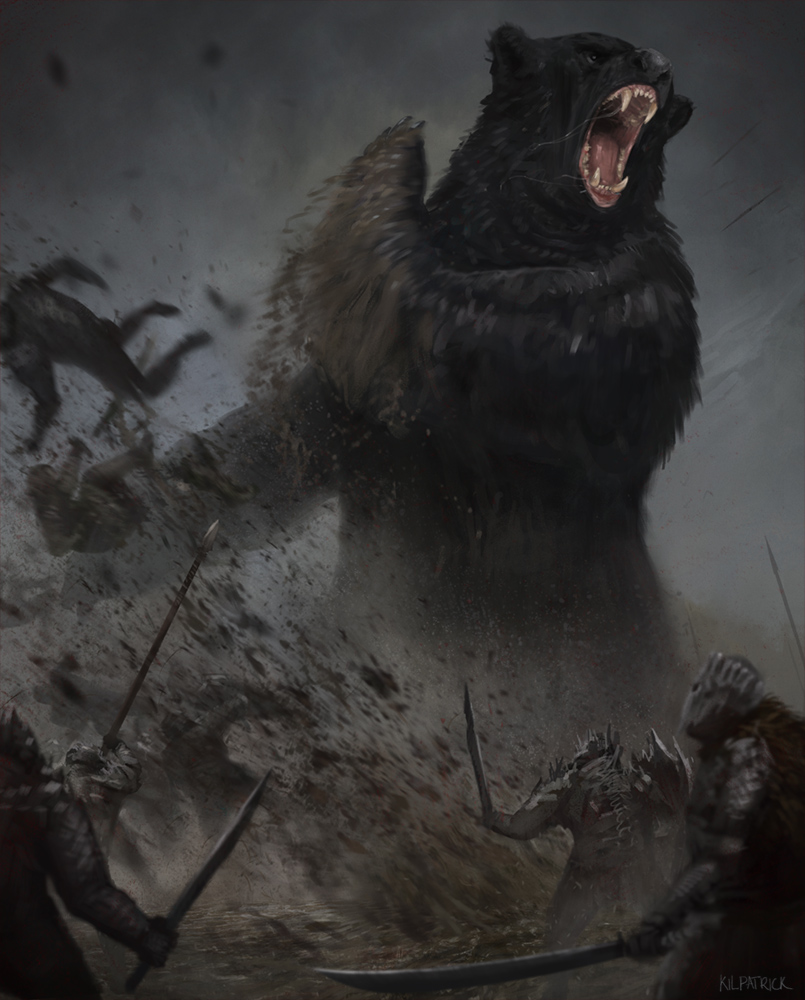
化身為熊的比翁出現在戰場

- 比翁（Beorn）：居住在迷霧山脈的西邊（似乎便在整個大荒原的中心點），並且擁有變身為熊的神奇力量和與動物溝通的能力。當比爾博一行人前往此處作客時，更提供了食物、飲水和一袋箭矢（但卻變得毫無用處，原因是矮人們將其浪費在幽暗密林的松鼠和野鹿身上）。隨後參加了五軍之戰，將位於戰場中央的索林帶離，並且殺死了半獸人大軍的統帥——波格。在尾聲時與甘道夫護送比爾博歸鄉，直到自己的住所為止。

- 弓箭手巴德（Bard）：長湖鎮人類，以祖傳的黑箭將惡龍史矛革射殺。
- 老鎮長：原先為長湖鎮的鎮長，心地狡猾，對於山下國王索林的回歸感到不悅，但仍和顏悅色的款待一行人，並要其承諾會為他們帶來黃金。在史矛革自天空被巴德射下時，挑起了剩餘人類對於矮人行徑的憤怒。最後因為懼怕惡龍的陰影，帶著巴德給他用來重振災區的錢離開了長湖鎮，最終餓死在荒原中。

## 食人妖
- 伯特、湯姆和威廉：是居住在食人妖之地的三隻食人妖，想要吃掉矮人，甘道夫使計讓他們爭吵不休，最終來不及躲避陽光而被化為石頭。

## 无法归类的角色

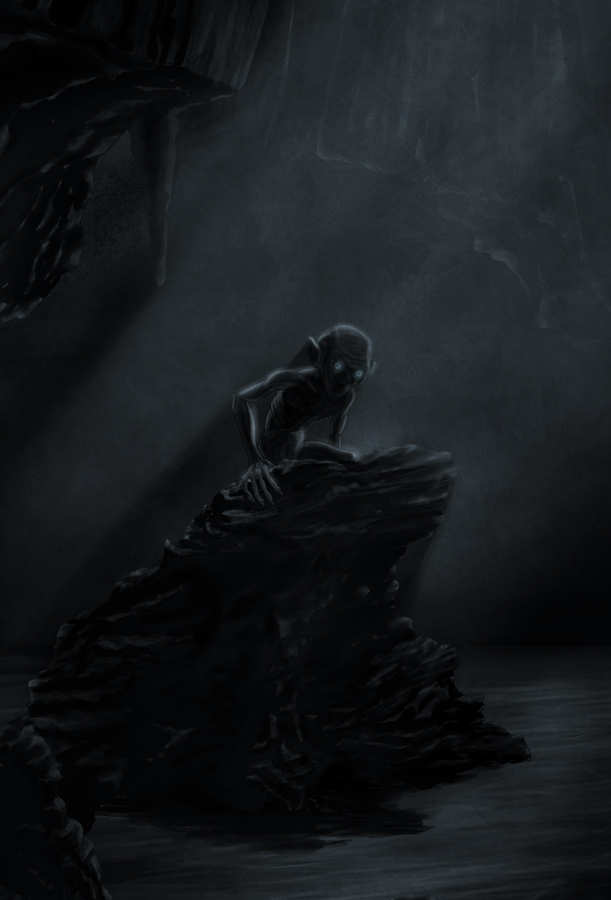
居住在黑暗的地底暗湖中的咕嚕的藝術形象。

- 咕嚕：居住於迷霧山脈地底暗湖，被至尊魔戒徹底扭曲心智的生物，以捕捉魚和哥布林維生，比爾博為了活命被迫與之展開猜謎遊戲。
- 死靈法師：為一個被甘道夫提及的邪惡角色，在《魔戒》中揭露了他就是黑暗魔君索倫。
- 史矛革：佔據孤山寶藏的噴火龍，十分貪婪及傲慢自大，身上堅韌的麟甲使其近乎刀槍不入。

## 鸟类
- 鷹王：巨鷹之王，痛恨半獸人，在五軍之戰帶領巨鷹前來援助。可能為《魔戒》中的關赫，但有爭議[4]。
- 卡克：為一隻渡鳥，在索爾國王時期居住於孤山。
- 羅克：卡克之子，孤山中渡鳥的首領。

## 哥布林
- 哥布林王：統治迷霧山脈地底的哥布林，後被甘道夫用敵擊劍殺死。

## 半獸人
- 波格（Bolg）：剛達巴山的半獸人國王，阿索格（Azog）之子，領導半獸人軍隊包圍孤山引發五軍之戰，後被變成大熊的比翁撕碎。

## 另見
- 哈比人電影系列原創人物列表
- 哈比人列表